# Crotalaria gnidioides
Crotalaria gnidioides är en ärtväxtart som beskrevs av Rudolf Wilczek. Crotalaria gnidioides ingår i släktet sunnhampor, och familjen ärtväxter. Inga underarter finns listade i Catalogue of Life.